# Khosrow et Chirine
Khosrow et Chirine (en persan : خسرو و شیرین) est un poème, achevé en 1180, du poète persan Nizami. Il constitue la deuxième œuvre de son Khamsé.
Cette oeuvre est une version fictive très élaborée de l'amour du roi sassanide Khosrow II pour la princesse assyrienne ,, Chirine, qui devient reine de Perse. 
L'essentiel du récit est une histoire d'amour d'origine persane qui était déjà bien connue grâce au grand poème épico-historique du Shâhnâmeh ou Livre des Rois écrit par le poète persan Ferdowsi aux alentours de l'an 1000, ainsi qu'à d'autres écrivains et contes populaires persans, et d'autres œuvres portent le même titre.
Des variantes de l'histoire ont également été racontées sous le titre Ferhat et Shirin (en persan : شیرین و فرهاد ; en turc : Ferhat ile Şirin), notamment les versions turques du poète Qutb (XIVe siècle) et du poète Mir Alicher Navoï (XVe siècle).
Selon Henri Massé : « Nizami donne libre cours à sa fantaisie : son poème, qui doit son mérite bien plus à la forme qu'à l'invention, est une sorte d'épopée courtoise dont les péripéties ne se résument pas. Mais à la légende primitive, Nizami ajoute, — si l'on néglige les épisodes secondaires — l'épisode pathétique des amours de Chirine et de l'architecte Farhad dont Khosrow, jaloux, provoque le suicide en lui faisant annoncer faussement la mort de Chirine.

## Trame du poème
La version de Nizami commence par un récit de la naissance et de l'éducation de Khosrow. Puis il raconte le festin de Khosrow dans la maison d'un fermier, festin pour lequel Khosrow est sévèrement réprimandé par son père. Khosrow se repent de son offense et implore le pardon de son père Hormizd IV. Celui-ci, satisfait, lui pardonne. La nuit même, Khosrow voit son grand-père Anushirvan en rêve. Il lui annonce une épouse nommée Chirine, un coursier nommé Shabdiz, un musicien nommé Barbad et un grand royaume, la Perse.
Shapur, peintre et ami proche de Khosrow, lui parle de la reine arménienne Mahin Banu et de sa nièce  Chirine. Écoutant Shapur lui décrire la beauté de Chrine, Khosrow tombe amoureux. Shapur part alors en Arménie pour la chercher. Il la trouve et lui montre l'image de Khosrow. À son tour, elle tombe amoureuse de Khosrow et s'enfuit d'Arménie pour rejoindre Mada'in (en), la capitale de Khosrow. Mais, pendant ce temps, Khosrow fuit également la colère de son père et part en Arménie à la recherche de Chirine, déguisé en paysan.
En chemin, il rencontre Chirine, dévêtue, en train de se baigner et de laver ses cheveux. Elle l'aperçoit également, mais ils ne se reconnaissent pas. Arrivé en Arménie et  accueilli par Shamira, la reine d'Arménie, il découvre que  Chirine est à Mada'in.
À nouveau, Shapur est missionné pour ramener Chirine. Lorsque Shirin revient en Arménie, le père de  Khosrow décède. Il doit donc retourner à Mada'in pour les funérailles. 
Les deux amants continuent de se croiser jusqu'à ce que Khosrow soit renversé par le général Bahrām Chobin et s'enfuit en Arménie. Ils se rencontrent enfin. Cependant, Chirine refuse d'épouser Khosrow  tant qu'il n'a pas repris son pays à Bahram Chobin.   
Khosrow laisse alors Chirine en Arménie et se rend à Constantinople. Le César accepte de l'aider contre Bahram Chobin à condition qu'il épouse sa fille Mariam, et qu'il n'épouse aucune femme tant que Mariam est vivante. Khosrow réussit à vaincre son ennemi et reprend son trône. Mariam, par jalousie, sépare Khosrow et Chirine.   
Pendant ce temps, l'architecte Farhad (de) tombe amoureux de Chirine et devient le rival amoureux de Khosrow. Celui-ci, ne l'appréciant guère, l'envoie en exil sur la montagne de Behistun avec la tâche impossible de tailler des escaliers dans les rochers de sa falaise. Farhad commence sa tâche avec l'espoir d'obtenir de Khosrow la permission d'épouser Chirine. Mais, Khosrow lui envoie un messager avec la fausse nouvelle de la mort de Chirine. De désespoir, Farhad se jette du sommet de la montagne et meurt.  Khosrow écrit une lettre à Chirine, exprimant son regret pour la mort de Farhad.
Puis Mariam meurt également. Il est à noter que, selon la version de Ferdowsi, Chirine l'a secrètement empoisonnée. À la suite de ce décès, Chirine répond à la lettre de Khosrow par une lettre satirique de condoléances.
Avant de proposer le mariage à Chirine,  Khosrow, alors à Ispahan, s'intéresse à une nommée Shekar. Ce qui retarde encore l'union des amants. Puis, il arrive enfin au chateau de Chirine qui le rejette, lui reprochant sa relation avec Shekar. Khosrow, malheureux, retourne dans son palais.
Après plusieurs épisodes romantiques et héroïques, Chirine consent finalement à épouser Khosrow. Mais, Shiruyih, fils de Khosrow et Mariam, est également amoureux de Chirine. Il assassine Khosrow. Puis il envoie un message à  Chirine lui intimant  de l'épouser  une semaine plus tard. Elle refuse et se sucide.
Khosrow et  Chirine ont été enterrés ensemble dans la même tombe.